# Calle 80 (Bogotá)
 La avenida Calle 80 también conocida como avenida Medellín, es una vía que recorre la ciudad de Bogotá con direcciones oriente y occidente.

## Odónimo
Su odónimo se debe en homenaje a la capital antioqueña Medellín como una de las salidas de Bogotá a dicha ciudad.

## Historia
Salomón Gutt,Moris Gutt, y Rubén Possín promovieron entre 1913 y 1933 la construcción de un camino que comunicaba a Bogotá con los barrios obreros como Las Ferias y Los Cerezos.
En 1940 se inició la construcción de la Escuela Militar de Cadetes General José María Córdova, justo en la intersección de la calle 80 con la avenida a Suba.
En 1952, se inicia la Cárcel de mujeres El Buen Pastor, cuya construcción finalizó en 1957. En ese mismo año se inició la construcción del Monumento a los Héroes inaugurado en 1963.
En 1962, inicia la construcción del barrio Minuto de Dios por el padre Rafael García Herreros. En 1965 nace el barrio La Bonanza.
En 1967 aparece el barrio Garcés Navas, en 1970 Quirigua, y en 1978 Ciudad Bachué. En 1980 inicia a construirse Villas del Madrigal.
En 1983 nace el proyecto Ciudadela Colsubsidio y Villas de Granada.
En 1990 se construye un paso a desnivel (túnel) que es utilizado por el sistema TransMilenio para conectar las calzadas centrales de la Autopista Norte y la Avenida Caracas con la Calle 80.
A finales de la década de 1990 y a inicios del año 2000, se inició la construcción del barrio Gran Granada, que está compuesto en su mayoría por torres de 6 a 21 pisos. Es una urbanización que creció rápidamente, dando lugar a más de 30 000 personas para que vivan en este barrio.
En el último año de la primera administración Mockus junto con Bromberg (1995-1997), cuando Enrique Peñalosa no era alcalde ni se había creado la empresa TransMilenio, ya se había iniciado la ampliación para una troncal de buses corrientes similar a la de la Avenida Caracas del exalcalde Andrés Pastrana, en ella se hicieron 3 carriles mixtos laterales y 2 centrales para transporte público por sentido con separadores y paraderos en la derecha del bus, sin embargo en la primera administración de Enrique Peñalosa, en el 2000 parte de esos diseños se modificaron para adaptarse a las características técnicas de TransMilenio, con nuevas estaciones y puentes peatonales metálicos aunque se conservaron los perfiles viales iniciales. En el mismo año se puso en funcionamiento el Portal 80 siendo la primera estación de cabecera de TransMilenio así como los paraderos del sistema que quedaron finalmente en el separador central.
En 2003 durante la administración de Antanas Mockus fue fundado el Puente de Guadua o Puente Jenny Garzón.
En 2004 fue construido el Centro comercial Portal 80 y en 2012 tuvo apertura el Centro Comercial Titán Plaza.

## Trazado
Al oriente comienza en el monumento a Los Héroes, entre las localidades de Barrios Unidos y Chapinero, y desde este punto, sigue su recorrido hacia el occidente; a la altura de la Avenida 68 entra a la localidad de Engativá, continúa su trayecto hasta el Puente de Guadua y el río Bogotá donde sigue su trayecto hasta la glorieta Siberia del municipio de Cota. Recorre 10,2 km desde su nacimiento (Héroes) hasta el límite occidental de Bogotá (Puente Jenny Garzón y el río Bogotá). Los principales cruces son:
- Intersección semafórica con la Av. Colombia

- Puente sobre la Av. Quito
- Puente sobre la Av. Alfredo D. Bateman
- Intersección semafórica con la Av. Constitución
- Puente sobre la Av. Boyacá
- Puente bajo la Av. Cali
- Intersección semafórica con la Av. Longitudinal de Occidente
- Intersección semafórica con la Av. Bolivia
- Intersección semafórica con la Av. El Cortijo

## Transporte público

### Troncal Calle 80 de TransMilenio
Es un corredor de buses tipo BRT con 13 estaciones entre las intersecciones con la Carrera 20 y la Carrera 96. Su ícono en el SITP es un cuadrado púrpura con la letra D.
En 1999 el entonces alcalde Enrique Peñalosa adoptó la idea de los carriles exclusivos para el transporte urbano, inspirándose en antecedentes exitosos como el de la ciudad de Curitiba, construyendo en esta avenida la primera línea del sistema de buses articulados Transmilenio desde la Avenida de los Comuneros hasta la Av. Longitudinal de Occidente, la cual fue inaugurada el 17 de diciembre de 2000. Posteriormente se construyeron nuevas líneas que complementaron el recorrido del sistema de transporte por toda esta avenida.

### Rutas zonales
Desde 2021 las rutas zonales (excepto las rutas alimentadoras) manejan una nueva nomenclatura basada en la existente para las troncales de Transmilenio. La letra indica hacia cuál zona se dirige el bus, mientras que los números indican la ruta que sigue el mismo. Sin embargo, aún existen rutas con la errática nomenclatura antigua.
| A153 Centro C153 Suba Gaitana | A900 Galerías B900 El Codito        | A203 Chicó Norte D203 Bachué        | A605 Polo H605 Arborizadora Alta   | B909 Mazurén D909 Gran Granada  | C124 Bilbao A124 Centro                | C129 Bilbao A129 Germania                 | C147 Bilbao G147 Metrovivienda           | C154 Suba Nogales F154 Puente Aranda |  |
| C131 Bilbao H131 Diana Turbay | C315 Suba Lisboa K315 Puente Grande | C321 Tibabuyes K321 Fontibón Brisas | C323 Suba Compartir K323 El Recodo | C155 Suba Gaitana L155 Gaviotas | D204 Portal de la 80 D204 Gran Granada | D212 Portal de la 80 D212 Engativá Centro | D208 Puente de Guadua G208 Metrovivienda | D214 Bachué                          |  |
| L800 Gaviotas                 |                                     |                                     |                                    |                                 |                                        |                                           |                                          |                                      |  |
| 1-1 Álamos                    | 1-2 Garcés Navas                    | 1-3 Villas de Granada               |                                    |                                 |                                        |                                           |                                          |                                      |  |
| 1-4 Cortijo                   | 1-5 Colsubsidio                     | 1-6 Bolivia Oriental                |                                    |                                 |                                        |                                           |                                          |                                      |  |
| 1-7 Quirigua                  | 1-8 Calle 80                        | 1-9 Villas del Dorado               |                                    |                                 |                                        |                                           |                                          |                                      |  |
| 1-10 Bolivia-Bochica II       | 5-1 Suba Rincón                     | 5-2 Av. Carrera 91                  |                                    |                                 |                                        |                                           |                                          |                                      |  |
| 5-3 Serena-Cerezos            | 5-4 Florida                         |                                     |                                    |                                 |                                        |                                           |                                          |                                      |  |

| 271Gran Granada Lomas | T21Corpas, Suba Compartir, Lisboa y Cantón Norte |

## Sitios importantes en la vía

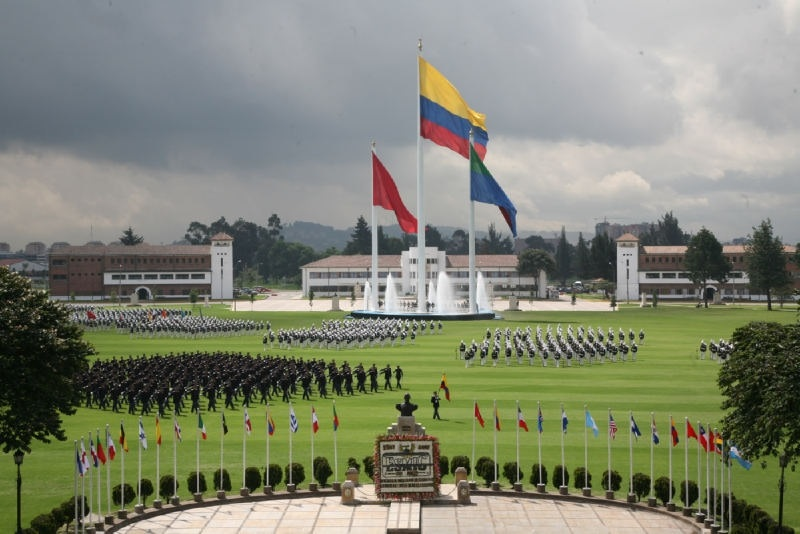
Escuela Militar de Cadetes.

### Barrios Unidos
- Monumento a los Héroes, anteriormente ubicado en la intersección con la Av. Paseo de los Libertadores.
- McDonald's El Polo, en la carrera 24.
- Mezquita Abou Bakr Al-Siddiq, en la carrera 30.
- Escuela Militar de Cadetes General José María Córdova, en la carrera 50.

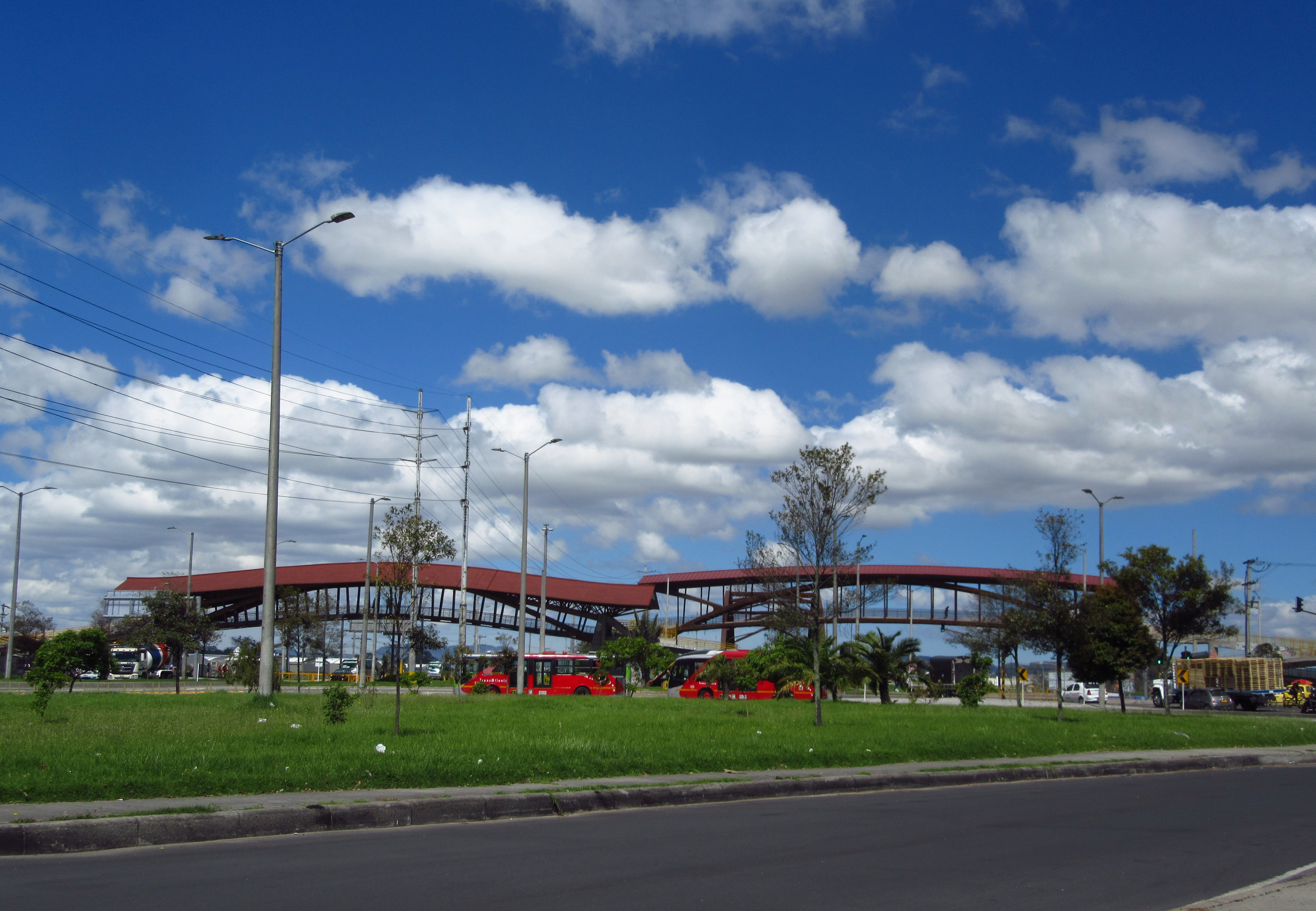
Puente Jenny Garzón.

### Engativá
- Supermercados Éxito y Homecenter, en la Avenida Carrera 68.
- Supermercado Jumbo Cencosud, en la carrera 69T.
- Centro comercial Plaza 80, en la carrera 70C.
- Centro comercial Titán Plaza, en la Avenida Boyacá.
- Universidad Minuto de Dios, en la carrera 72B.
- Centro comercial primavera Plaza, en la carrera 90.
- Centro comercial Portal de la 80, en la carrera 96.
- Almacén Colsubsidio, en la carrera 112A.
- Iglesia de Jesucristo de los santos de los últimos días, en la carrera 114.
- El Puente Jenny Garzón, en la carrera 119